# Jugorje pri Metliki
Jugorje pri Metliki je naselje u slovenskoj Općini Metliki. Jugorje pri Metliki se nalazi u pokrajini Dolenjskoj i statističkoj regiji Jugoistočnoj Sloveniji. 

## Stanovništvo
Prema popisu stanovništva iz 2002. godine naselje je imalo 39 stanovnika.